# Station Auray
Station Auray is een spoorwegstation in de Franse gemeente Auray.
Het station werd in 1862 in gebruik genomen door de Compagnie du chemin de fer de Paris à Orléans.
Het station wordt gebruikt door de SNCF voor de TGV, op de lijn Parijs-Quimper. Ook regionale treinen van de TER Bretagne stoppen er.